# 서울가양초등학교
서울가양초등학교는 대한민국 서울특별시 강서구 가양동에 있는 공립 초등학교이다.

## 학교 연혁
- 1992년 11월 26일 서울가양초등학교 개교
- 2007년 10월 1일 학교급식실 리모델링 완료
- 2008년 3월 2일 학교 현관, 영어교실 리모델링 완료
- 2008년 6월 15일 학습준비물지원센터 개관
- 2013년 2월 18일 쑤욱쑤욱건강자람터(건강증진실) 설치
- 2013년 6월 13일 요리쿡조리쿡 실과실 설치
- 2014년 7월 7일 복합화건물 실내 체육실 설치
- 2015년 3월 1일 병설유치원 개원
- 2016년 8월 23일 전체 교실 출입문 교체공사
- 2018년 5월 11일 실과실·창의융합형 과학실험실 환경개선 공사
- 2018년 11월 21일 전교생 학생용 신발장 설치
- 2019년 2월 15일 제27회 졸업식(47명)
- 2019년 3월 25일 꿈을 담은 돌봄교실 신축 및 리모델링 공사
- 2019년 8월 23일 디지털교실 리모델링 공사
- 2019년 8월 26일 운동장 쉼터 및 놀이시설 설치
- 2020년 2월 12일 제28회 졸업식(50명)
- 2020년 2월 29일 염강초등학교 통폐합으로 문서고 이전 및 공사
- 2020년 2월 26일 특수학급 증설 리모델링 공사
- 2020년 4월 23일 엘리베이터 신설 공사
- 2020년 9월 1일 제9대 박성기 교장 부임
- 2020년 9월 18일 CCTV 추가 설치(6대)
- 2022년 11월 26일 개교 30주년

## 교장
- 교화 - 철쭉(온정과 소박함)
- 교목 - 감나무(정열과 명예)
- 캐릭터 - 감이와 솔이 : 감이는 교목인 감나무를 의미하며, 솔이는 교화인 철쭉을 의미함. 용감하고 슬기로우며 늘 감사하는 가양어린이를 나타냄.

## 참고 자료
- 서울가양초등학교 - 한국교육학술정보원 학교알리미